# Свистун північний
Свистун північний (Pachycephala albiventris) — вид горобцеподібних птахів родини свистунових (Pachycephalidae). Ендемік Філіппін. Раніше вважався підвидом сірого свистуна.

## Підвиди
Виділяють три підвиди:
- P. a. albiventris (Ogilvie-Grant, 1894) — північ острова Лусон;
- P. a. crissalis (Zimmer, JT, 1918) — центр і південь острова Лусон;
- P. a. mindorensis (Bourns & Worcester, 1894) — острів Міндоро.

## Поширення і екологія
Північні свистуни мешкають на островах Лусон і Міндоро. Живуть в рівнинних і гірських тропічних лісах.